# Старий цвинтар (Грайфсвальд)
Стари́й цви́нтар (нім. Alter Friedhof) — цвинтар ганзейського міста Грайфсвальд який перебуває під захистом як культурна пам'ятка й належить до найстаріших спроєкнованих згідно з планом цвинтарів Померанії. Він займає площу 4,4 гектара в районі Мюленфорштадт (нім. Mühlenvorstadt — «передмістя млинів») між річкою та вулицею Вольґастер (нім. Wolgaster).

## Відомі поховання
- Фрідріх Леффлер (1852—1915) медик, бактеріолог